# Mekanika URU
Уру — бразильский пистолет-пулемёт, созданный фирмой Mekanika в 1974 году.

## История
В начале 1981 года началось серийное производство этих пистолетов-пулемётов.
В 1988 году лицензию на это оружие выкупил филиал FAU, который модернизировал пистолет-пулемёт в модель 2.

## Описание
Оружие имеет цилиндрический корпус. В его передней части сделаны вентиляционные отверстия для охлаждения ствола. Под трубчатым корпусом находятся магазин, выполняющий также функцию передней рукоятки, спусковой крючок и пистолетная рукоятка. Имеется также клавишный предохранитель и переключатель режима огня, который может быть переведён в два положения: первое — для самозарядной стрельбы; второе — для автоматической. Ствол может быть оснащён глушителем. 

## Варианты и модификации
Существует несколько вариантов оружия под патроны 9×17 мм и 9×19 мм Парабеллум, в том числе и с деревянным прикладом.
- URU 1
- URU 2

## Страны-эксплуатанты
- Бразилия: принят на вооружение сухопутных войск, ВМС и морской пехоты;[1] использовался вооружёнными силами и полицией